# Paguristes brevicornis
Paguristes brevicornis is een tienpotigensoort uit de familie van de Diogenidae. De wetenschappelijke naam van de soort is voor het eerst geldig gepubliceerd in 1830 door Guérin.